# Маттеуччи, Рафаэль
Рафаэль Маттеуччи (итал. Raffaele Vittorio Matteucci; 1862—1909) — итальянский вулканолог, директор Вулканологической обсерватории на вулкане Везувий (1903—1909).
Известен как автор описаний извержений этого вулкана, особенно 1906 года.

## Биография
В 1903 году был назначен директором Вулканической обсерватории Везувия, после смерти Луиджи Пальмери и краткого назначения Эудженио Семмола.
Изучал извержение 1906 года вместе с американским вулканологом Франком Перретом.
Занимал должность директора до своей смерти в 1909 году.
В 1911 году его сменил Джузеппе Меркалли.